# Slewcairn
Der lange für steinkammerlos gehaltene Slewcairn ist ein Long Cairn an den Hängen des Meikle Hard Hills, westlich von New Abbey und Kirkbean in Dumfries and Galloway in Schottland.
Der etwa 22,0 m lange und maximal 13,0 m breite trapezoide Cairn aus Geröllsteinen erreicht eine maximale Höhe von etwa 1,0 m. Die zwischen 1973 und 1975 erfolgten Grabungen haben am breiteren nördlichen Ende eine Exedra nachgewiesen, zu der ein konkaver Vorplatz gehört. Die Entfernung der Steine an der Nordseite des Cairns hat auf der basalen Schicht eine Kammerstruktur ähnlich der des 5,7 km entfernten Lochhill-Cairns freigelegt.
Die Untersuchung in Lochhill bei New Abbey ergab eine primäre Holzstruktur basierend auf drei großen Pfostengruben, mit einer flachen konkaven Orthostatenexedra. Die Holzkonstruktion wurde niedergebrannt und der Cairn wurde möglicherweise in zwei Stufen errichtet. Ein unkalibriertes 14C-Datum aus dem späten 4. Jahrtausend v. Chr. stammt vom Boden der Holzkonstruktion. Verbindungen zu den zumeist englischen Longbarrows und den Clyde Tombs der Region sind offensichtlich.
Nur niedrige Steinmauern sind derzeit erkennbar, aber sie scheinen zu einer rechteckigen, etwa 8,0 m langen und 1,25 m breiten Kammer zu gehören. Hier wurden viele eingeäscherte Knochen, verbranntes Holz und zwei zerbrannte Messer aus Feuerstein gefunden.
Etwa 8,0 m nördlich des Südendes beginnt die Kammer aus Trockenmauerwerk auf der einen und überkragenden Orthostaten auf der anderen Seite. Das Ende bilden vier Menhire auf der Achse des Cairns. Unmittelbar südlich liegt eine gepflasterte Fläche von 2,5 × 1,0 m. Ihr Südende ist der Rest einer Kammertrennung und wird durch einen Menhir und einen großen liegenden Block markiert. 
Die Funde bestehen u. a. aus neolithischer Keramik und blattförmigen Pfeilspitzen.